# 595

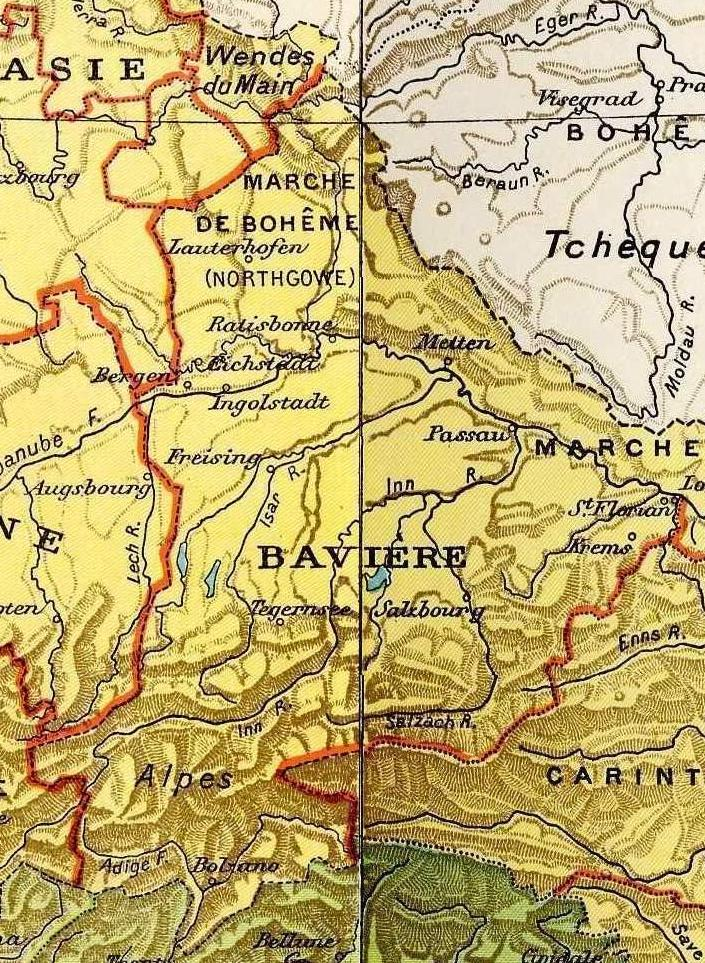
Beieren in de Frankische tijd (6e eeuw)

Het jaar 595 is het 95e jaar in de 6e eeuw volgens de christelijke jaartelling.

## Gebeurtenissen

### Europa
- Koning Childebert II wordt in Metz door een groep Austrasische edelen vergiftigd. Hij wordt opgevolgd door zijn twee zonen Theudebert II en Theuderik II. Vanwege dat ze nog te jong zijn om zelf te regeren over de koninkrijken Austrasië en Bourgondië, treedt hun grootmoeder Brunhilde op als regentes.
- Koning Tassilo I van Beieren stuurt een leger van 2.000 man om een Slavische inval af te slaan, maar wordt echter in het Pustertal (huidige Tirol) vernietigend verslagen.

## Religie
- Mohammed, islamitisch profeet, trouwt met de 15 jaar oudere weduwe Khadija. Als leider van een handelskaravaan komt hij in contact met Joden en christenen. Hierdoor ontstaat zijn interesse voor religie (met name het monotheïstische geloof).

## Geboren
- Sa`d ibn Abi Waqqas, metgezel van Mohammed (waarschijnlijke datum)
- Theodorus Rsjtoeni, Armeens edelman (waarschijnlijke datum)

## Overleden
- Aregonda, koningin van de Franken (waarschijnlijke datum)
- Barachias, Iers bisschop en heilige (waarschijnlijke datum)
- Childebert II (25), koning van Austrasië